# Ceratomycetaceae
Ceratomycetaceae is een botanische naam voor een familie van schimmels behorend tot de orde Laboulbeniales. Het typegeslacht is Ceratomyces. Soorten uit deze familie hebben een wijdverbreide verspreiding en zijn epibiotisch of parasitair op de cuticula van insecten.

## Geslachten
De familie bestaat uit de volgenden geslachten:
- Autoicomyces
- Ceratomyces
- Drepanomyces
- Eusynaptomyces
- Helodiomyces
- Phurmomyces
- Plectomyces
- Rhynchophoromyces
- Synaptomyces
- Tettigomyces
- Thaumasiomyces
- Thripomyces